# Gotisch Huis (Kampen)
Het Gotisch Huis is een koopmans- of patriciërswoning aan de Oudestraat in de Nederlandse stad Kampen. De langgerekte laatmiddeleeuwse woning is omstreeks 1500 gebouwd en bestaat uit een voor- en achterhuis met een binnenplaats.
Een opvallend kenmerk in de voorgevel van het pand zijn de rode luiken voor de smalle ramen.
Op de binnenplaats bevonden zich paardenstallen. De paarden werden gehouden om een in het achterhuis geplaatste rosmolen aan te drijven.
In de periode 1907-1908 werd het pand gerenoveerd naar plannen van A.J. Reijers, hoofdopzichter van de dienst Gemeentewerken van Kampen, en architect Pierre Cuypers.
Het complex, dat behalve uit het Gotisch Huis en het gebouw met de rosmolen ook het daarachter gelegen woonhuis omvat, was tot 15 januari 2016 eigendom van de Staat (Rijksgebouwendienst). Tot 2009 was in het Gotisch Huis het Stedelijk Museum Kampen gevestigd.
Dit monument is op 15 januari 2016 overgedragen aan Monumentenbezit.